# Little San Bernardino Mountains
33°58′27″N 116°19′0″V / 33.97417°N 116.31667°V
Little San Bernardino Mountains er en kort bjergkæde i San Bernardino County og Riverside County i det sydlige Californien i USA. Bjergkæden strækker sig godt 60 km mod sydøst fra San Bernardino Mountains. Little San Bernardino Mountains adskiller Coachella Valley i vest fra Mojaveørkenen i øst. Der findes en nationalpark, Joshua Tree National Park, i området.